# Фристайл на зимней Универсиаде 2017
Соревнования по фристайлу в рамках зимней Универсиады 2017 года прошли с 29 января по 8 февраля 2017 года в казахстанском городе Алма-Ата. Разыграно 9 комплектов наград.

## Результаты

### Мужчины
| Дисциплина                           | Золото                      | Серебро                   | Бронза                     |
| ------------------------------------ | --------------------------- | ------------------------- | -------------------------- |
| Акробатика Финишный протокол         | Чжунлинь Ли · Китай         | Артем Башлаков · Беларусь | Цзымин Го · Китай          |
| Могул Финишный протокол              | Дмитрий Рейхерд · Казахстан | Сергей Шимбуев · Россия   | Павел Колмаков · Казахстан |
| Параллельный могул Финишный протокол | Дмитрий Рейхерд · Казахстан | Сергей Шимбуев · Россия   | Павел Колмаков · Казахстан |
| Ски-кросс Финишный протокол          |                             |                           |                            |

### Женщины
| Дисциплина                           | Золото                    | Серебро                      | Бронза                            |
| ------------------------------------ | ------------------------- | ---------------------------- | --------------------------------- |
| Акробатика Финишный протокол         | Инъин Чжу · Китай         | Жибек Арапбаева · Казахстан  | Жанбота Алдабергенова · Казахстан |
| Могул Финишный протокол              | Юлия Галышева · Казахстан | Анастасия Первушина · Россия | Катарина Рамзауэр · Австрия       |
| Параллельный могул Финишный протокол | Юлия Галышева · Казахстан | Елизавета Безгодова · Россия | Катарина Рамзауэр · Австрия       |
| Ски-кросс Финишный протокол          |                           |                              |                                   |

### Смешанные соревнования
| Дисциплина                                       | Золото                                                | Серебро                      | Бронза                          |
| ------------------------------------------------ | ----------------------------------------------------- | ---------------------------- | ------------------------------- |
| Смешанная командная акробатика Финишный протокол | Баглан Инкарбек · Жанбота Алдабергенова · Казахстан 2 | Хайтао Си · Но Сюй · Китай 1 | Цзымин Го · Инъин Чжу · Китай 2 |

## Медальный зачёт во фристайле
| Место | Страна    | Золото | Серебро | Бронза | Всего |
| ----- | --------- | ------ | ------- | ------ | ----- |
| 1     | Казахстан | 5      | 1       | 3      | 9     |
| 2     | Китай     | 2      | 1       | 2      | 3     |
| 3     | Россия    | 0      | 4       | 0      | 4     |
| 4     | Беларусь  | 0      | 1       | 0      | 1     |
| 5     | Австрия   | 0      | 0       | 2      | 2     |
| Всего | Всего     | 7      | 7       | 7      | 21    |